# (8502) Bauhaus
(8502) Bauhaus ist ein Asteroid des äußeren Hauptgürtels, der von den deutschen Astronomen Freimut Börngen und Lutz D. Schmadel am 14. Oktober 1990 am Observatorium Tautenburg (IAU-Code 033) im Thüringer Tautenburger Wald entdeckt wurde. Unbestätigte Sichtungen des Asteroiden hatte es schon im Dezember 1985 (unter der vorläufigen Bezeichnung 1985 YP1) am Observatoire de Calern bei Grasse in Frankreich gegeben.
Der Asteroid gehört zur Eos-Familie, einer Gruppe von Asteroiden, welche typischerweise große Halbachsen von 2,95 bis 3,1 AE aufweisen, nach innen begrenzt von der Kirkwoodlücke der 7:3-Resonanz mit Jupiter, sowie Bahnneigungen zwischen 8° und 12°. Die Gruppe ist nach dem Asteroiden (221) Eos benannt. Es wird vermutet, dass die Familie vor mehr als einer Milliarde Jahren durch eine Kollision entstanden ist. Nach der SMASS-Klassifikation (Small Main-Belt Asteroid Spectroscopic Survey) wurde bei einer spektroskopischen Untersuchung von Gianluca Masi, Sergio Foglia und Richard P. Binzel bei (8502) Bauhaus von einer dunklen Oberfläche ausgegangen, es könnte sich also, grob gesehen, um einen C-Asteroiden handeln.
Die zeitlosen (nichtoskulierenden) Bahnelemente von (8502) Bauhaus sind fast identisch mit denjenigen des kleineren, wenn man von der Absoluten Helligkeit von 15,2 gegenüber 12,6 ausgeht, Asteroiden (147394) 2003 EB62.
Die Bahn von (8502) Bauhaus wurde 1998 gesichert, so dass eine Nummerierung vergeben werden konnte. Der Asteroid wurde am 8. August desselben Jahres auf Vorschlag von Freimut Börngen nach der Designschule Bauhaus benannt, die 1919 von Walter Gropius gegründet worden war. Nach Walter Gropius wurde 1999 der von Börngen entdeckte Asteroid des inneren Hauptgürtels (9577) Gropius benannt.